# Дитрих фон Гатерслебен
Дитрих фон Гатерслебен (нем. Dietrich von Gatersleben или лат. Theodoricus de Gatirslebe, встречается также: рус. Дитрих фон Гатирслебе и нем. Dietrich von Gattersleben) — ландмейстер Тевтонского Ордена в Пруссии с 1271 по 1273 годы. 
В 1272 году вместе в маркграфом Дитрихом Мейсенским возглавил крестовый поход против восставших пруссов с Геркусом Мантасом во главе. С его смертью сопротивление было сломлено и Второе восстание пруссов подавлено.